# César Cano Forrat
César Cano Forrat (València, 24 d'agost de 1960) és un compositor contemporani, el catàleg d'obres del qual li ha valgut el reconeixement de públic i crítica, la qual cosa l'ha situat com un dels creadors més destacats de la seva generació. La seva obra es caracteritza per la meticulositat, el rigor i l'homogeneïtat, i és producte de la complexa tradició i de les troballes musicals que aquesta hi ha llegat, des d'una perspectiva aglutinadora, que aviat es transforma en un estil personal coherent, de base serial, que ha donat com a resultat peces compactes, cohesionades i de gran bellesa.

## Dades biogràfiques
Cursa els estudis de Piano i Composició al Conservatori de la seva ciutat natal, on també estudia Direcció d'orquestra amb el mestre Manuel Galduf. Obté Premi d'Honor en Contrapunt i fuga, Menció d'Honor en Direcció d'orquestra i ambdós Premis d'Honor en Composició. Paral·lelament assisteix becat a diversos cursos nacionals i internacionals. És professor superior d'Harmonia, Contrapunt, Composició i instrumentació i Direcció d'orquestra. Ha estat professor de Composició i instrumentació al Conservatori Superior de Música "Joaquín Rodrigo" de València, matèries que en l'actualitat imparteix al Conservatori Superior de Música "Salvador Seguí" de Castelló de la Plana.
Fou director titular del Grup Contemporani de València de 1987 a 1990. Obtingué el Premi "València" de Composició de Música de cambra, en les edicions de 1984 i 1986, i el segon premi del Concurs nacional de Direcció d'orquestra "Manuel Palau" en 1985. En 1990 li és concedit el primer premi simfònic del III Concurs internacional de Composició de la JONDE, amb la seva obra Prácticas de pasión. Ha guanyat diversos concursos de composició coral, entre els quals destaquen el Premi "Juan Bautista Comes" en 1997, el Premi de la FECOCOVA en tres ocasions i la Beca "Fernando Remacha" del I Concurs de composició coral de cambra de Pamplona en 2006.
Ha rebut encàrrecs de l'Orquestra Nacional d'Espanya (Concierto para piano y orquesta), de la Fundació "Arte y Tecnología" de Telefónica (Gris), de la Generalitat Valenciana (Clinamen, Concierto para clarinete y orquesta), del Centre per a la Difusió de la Música Contemporània (Tribal, Liras y endecha), etc. En 1988 l'Ajuntament de València li encarrega la composició d'un Te Deum per a celebrar en la catedral i en presència dels Reis d'Espanya el 750 aniversari de la conquesta de la ciutat, interpretació que es va gravar en CD. Aquest Te Deum aconsegueix posteriorment el 2n premi simfonicocoral del III Concurs internacional de Composició de la JONDE en 1991.
Ha compost i dirigit música escènica a petició del Centre Dramàtic Valencià i del Thèâtre de la Commune de París. De 1993 a 1995 va residir a Londres, on va treballar com a compositor independent. Des de 1989 realitza una àmplia activitat com a conferenciant en unes quantes ciutats espanyoles difonent la música contemporània. Fou compositor resident de la Jove Orquestra de la Generalitat Valenciana durant els anys 2001 i 2002, i va compondre per encàrrec d'aquesta agrupació les obres Vestigios, per a orquestra de cambra i electroacústica, i Sobre los ángeles, per a orquestra simfònica.
El seu variat catàleg inclou més de 70 obres que han estat interpretades en diferents països com Regne Unit, EUA, França, Alemanya, Suïssa, Itàlia, Mèxic, Rússia, Holanda, Uruguai, Portugal, Líban, etc. La seva discografia compta amb 15 CD que arrepleguen algunes de les seves obres més representatives. Com a productor musical ha realitzat nou CD, vuit dels quals amb el segell discogràfic EGT.

## Apunts estètics
El llenguatge de les obres de César Cano és serial. Diferents sèries de dotze sons solen generar els elements que nodreixen les seves partitures. Aquestes sèries són tractades lliurement, i de vegades el seu desplegament s'associa a algun número que crea noves ordenacions. Aquesta llibertat en el tractament del llenguatge serial no és poc significativa tractant-se d'un jove compositor a qui ja li queden lluny les experimentacions de la denominada Escola de Darmstadt, i que entén la tècnica compositiva com a assimilació i síntesi dels encerts que l'experimentació musical ha aportat al llenguatge (CANO: 1991, 40). L'aleatorietat, els microtons, les tècniques de collage, la cita històrica (cant gregorià o oratori barroc, per exemple), el suggeriment d'algun element folklòric (com el flamenc) són recursos que tracta circumstancialment, però sempre integrats en el seu estil. El compositor es mostra especialment interessat en l'experimentació amb la forma musical. Les seves investigacions produeixen com a resultat obres tan cohesionades com expressives, tan lògicament organitzades com evocadores.
A més de la coherència melòdica i harmònica derivada de les sèries que utilitza, és singularment interessant el tractament que fa de l'element rítmic, una font moltes vegades desbordant de vitalitat i línia generadora de tensions estructuralment significatives. La seva habilitat de disposar els timbres, bé vocals, bé instrumentals, no se subordina a la recerca de l'efecte aïllat.
Com ja s'ha assenyalat, es dona en César Cano una manifesta necessitat sintètica, que vol fonamentar-se en les experiències que la tradició musical ha anat llegant al llenguatge dels sons. Sense descartar les aportacions de cap d'aquestes experiències, fins i tot les de les més disgregadores, i ratificant la llibertat individual de l'artista, Cano defensa la composició com a ofici rigorós i lúcid, sotmès a la lògica d'un sistema en què és essencial la idea de la direccionalitat, que se sustenta des de la identitat que en primera instància proporciona l'interval. El mateix compositor al·ludeix a aquest sistema qualificant-lo de «sincretisme orgànic». Les següents paraules de César Cano expliquen en què consisteix aquest sistema propi de composició:
| «               | La síntesis propuesta no es la "simbiosis" de varias técnicas, ni el "multimanierismo". No se intenta que el oyente reconozca unas "pistas históricas" que le ayuden a la comprensión (…). Frente a esta simbiosis postulo una organicidad del sistema, que todo lo contenga en su propio seno y sea coherente a través de él, que posea la flexibilidad y potencia suficiente para que diversos aspectos técnicos o estilísticos sean posibles como elaboraciones de él mismo. El sistema como fuente orgánica de todo lo que el compositor quiera y necesite (…). | » |
| — Cano 1991, 47 | |   |

En definitiva, conclou amb una afirmació que explica la finalitat última d'aquest sistema:
| «                | No existe ninguna intención de retrospectiva estilística en el sincretismo, que parte de la búsqueda sincera de una poética absolutamente original y propia, pero sin temer como sacrílegas las hermosas influencias aisladas de la tradición, eso sí, destiladas a través del sistema compositivo. | » |
| — Cano: 1991, 48 | |   |

D'altra banda, és una constant en la seva obra que l'especulació musical no estigui exempta de continguts. Encara que és una música que funciona a la perfecció com a tal, la seva gènesi i el seu desenvolupament no s'expliquen només des de la pura abstracció, ja que són continus els ponts que traça amb la filosofia, la literatura o les arts plàstiques.
Respecte al cas particular de Prácticas de pasión, op. 12 (1987), cal dir que és un exemple ben il·lustratiu dels trets estilístics i musicals citats anteriorment. El títol de l'obra conté una voluntària contradicció: és possible exercitar o practicar una cosa tan espontània i innata en el ser humà com l'arravatament creatiu o la passió sobre el fet artístic? De ser així, Cano proposa una reacció. En el fons hi ha la idea d'oposició als aspectes més freds i rigorosos de les avantguardes més estrictes de la segona postguerra mundial (vid. nota 2), sense rebutjar, en tot cas, els ensenyaments que es van derivar de la seva pràctica. No obstant això, la combinació entre disciplina científica i emoció és un factor determinant en la composició musical:
| «               | La composición se alquimia. Su estructura racional y empírica se estremece con los vientos de magia que la habitan. Ciencia y emoción se entrelazan indivisibles, en sutil simbiosis, nutriéndose mutua y constantemente. | » |
| — Cano 1991, 38 | |   |

La peça consta de tres elements: gestos orquestrals multifònics, ritmes i melodies que es nodreixen de cinc sèries de dotze sons. Els gestos orquestrals són també dotze, de manera que configuren altres tres sèries que es desenvolupen sobre una matriu serial d'acords. Les proporcions dels tres elements al llarg de l'obra segueixen diverses sèries numèriques en sentit contrari. Els passatges flexibles s'intercalen en la forma i s'adossen alternativament a cada un dels elements.
També el Concierto para piano y orquesta, op. 29 (1992) està basat en cinc sèries de dotze sons, que generen tot el material melòdic i harmònic. Les sèries es van alternant, impregnant cada una el discurs amb el seu peculiar aroma intervàl·lic i assumint l'adequada transposició, suggerida pel decurs musical. La composició es desenvolupa en un sol moviment que conté gran varietat d'elements: melodies de diversos tipus, gestos orquestrals, passatges flexibles, polirítmies, intravisions, turbulències, desconstruccions, moviments perpetus i cànons, entre d'altres. La peça mostra un fort interès per la manipulació de la «pulsació» musical. Tres diferents «perpetuum mobiles» estructuren la macroforma. Les seves pulsacions respectives són cada vegada més ràpides, sent la primera predominantment binària, ternària la segona i una combinació d'ambdues la tercera.
En la música de cambra de César Cano també podem trobar bones mostres dels seus plantejaments estètics i de les seves inquietuds creatives. Així, en Tribal, op. 32 (1994), per a flauta i quatre percussionistes, el compositor pretén crear una mescla de ressonàncies tribals. Hi ha moments en què els percussionistes parlen i criden en un llenguatge imaginari, replet de reminiscències. La mescla d'aromes instrumentals i idiomàtiques de distints pobles del món crea una ambigüitat multiracial molt quotidiana. Les influències ètniques concretes no estan aplicades des d'un rigor musicològic, sinó integrades en el sistema de composició de Cano.
Per la seva banda, el material melòdic i harmònic de Vestigios, op. 49 (2002), per a orquestra de cambra i electroacústica, naix així mateix de cinc sèries de dotze sons. El número 5, símbol d'allò humà, té aquí especial importància i determina distints aspectes de l'obra: des de l'elecció de la plantilla, formada per quatre quintets, fins a la construcció motívica i la invenció rítmica. La part electroacústica, que consta principalment de sons sintetitzats de diverses classes i textos recitats per distintes persones en espanyol i anglès, s'integra intermitentment en el conjunt instrumental al llarg de tota la peça, com imatges inconscients i sobtades, afegint al discurs musicals aromes sonores i retalls de frases i versos amagats en la memòria.
Altres mostres paradigmàtiques en la seva música de cambra són Wind Quintet, op. 59 (2004) i Brass Quintet, op. 60 (2005). En la primera, el tractament instrumental de tota la composició és variat i exigent, ja que requereix molt sovint de cada un dels intèrprets intervencions protagonistes. La dualitat i l'alternança entre dues concepcions del quintet, una com a reunió de cinc solistes i una altra com una única entitat interpretativa homogènia (quan toquen homofònicament), són aspectes que interessen a Cano especialment i que, per tant, intenta explorar i desenvolupar en aquesta obra. En la segona, esprem al màxim les possibilitats tècniques i tímbriques del quintet de metalls partint de diverses premisses: varietat rítmica (combinació del temps llis amb l'estriat, modulacions mètriques, polirítmies, etc.), microtons, textures contrastants, solos virtuosístics, varietat tímbrica (aconseguida mitjançant la utilització de sordines) com a element de gran importància formal, etc.

## Música, pintura, literatura i filosofia
Així mateix, com ja ha estat assenyalat, molta de la música de César Cano enllaça de manera directa amb altres manifestacions artístiques i disciplines del coneixement. De fet, la idea generadora de Prácticas de pasión li va sorgir durant una conferència a Siena sobre pintura italiana i, més concretament, sobre la figura de Miquel Àngel. En aquella conferència es va comentar el seu furore poètic, que en italià expressa l'arravatament creatiu, la passió sobre el fet artístic. Generalment, segons Vicente Lleó (2007, 5), des que el Papa Juli II el qualifiqués en 1507 com a uomo terribile pels seus arravataments imprevisibles, la terribilitá de Miquel Àngel ha estat considerada simplement com una característica de la seva personalitat. Tanmateix, el concepte tenia per als seus coetanis un sentit més profund. En realitat, la terribilitá de l'artista s'havia assimilat a la mania o furore de la inspiració poètica, teoritzada per neoplatònics florentins, com Cristoforo Landino, i per Marsilio Ficino específicament en la seva epístola De Divino Furore (1457); lluny de ser, doncs, un tret censurable de caràcter, aquest furor denotava una capacitat sobrehumana de l'artista no ja per a fer com Déu (fare una cosa morta parer viva) sinó, literalment, per a fer de Déu, per a reproduir el seu procés de creació.
A més, el concepte de non-finito de Miquel Àngel entronca de ple amb la noció d'ambigüitat i pluralitat de significats de l'obra d'art que César Cano aplica a la composició musical:
| «                  | La obra de arte siempre ha tenido esta vocación de enriquecedora ambigüedad, esa pluralidad de significados que conviven en un solo significante gracias a los diferentes niveles perceptivos puestos en juego. Este sentimiento de relatividad, de dispersión, és una marca de nuestro tiempo, y se extiende a todos los dominios del ser humano en nuestra civilización. (…) Esta situación se consolida en el arte musical con el código abierto (…), al rechazar la visión única y convencional de la música y proponer la creación de sistemas individuales, que estructurarán la sintaxis necesaria para la expresión artística, sin pretender imponer sus postulados como dogma estético especialmente válido. | » |
| — Cano 1991, 45-46 | |   |

Altres obres de Cano també es relacionen amb el món de la pintura. I és que al compositor sempre li ha interessat, a més de la pintura en si, el pensament estètic del pintor. Bons exemples d'aquest interès són les obres Gris i Mondriana, els títols de les quals ja insinuen els contorns i les referències pictòriques.
En concret en Gris, op. 28 (1992), música escrita per a l'exposició Variaciones en Gris, que es va presentar a Madrid en 1992, el compositor valencià va tractar d'escriure un discurs que no fos totalment abstracte, sinó que mantingués certa influència instrumental tradicional. El seu desig fou el de proposar un possible paral·lelisme entre la seva música i l'interès fonamental del pintor Juan Gris (1887-1927) per la representació de l'essència de l'objecte. En l'obra de Cano, la voluntat representativa d'aquest fonament essencial serà el serialisme, codi ja contemporani al pintor. D'altra banda, diferents associacions d'elements formen un collage musical, la qual cosa constitueix un homenatge a la tècnica dels papiers collés que va practicar Gris. A més, la fascinació de l'artista plàstic per la proporció matemàtica va suggerir al músic l'existència d'un número, l'onze, que es corresponia amb el nombre de quadres de Gris que funcionaven com a nucli de l'exposició, i que eren objecte de reflexió per part de diversos artistes que utilitzaven tècniques tradicionals i contemporànies, com el Vídeo-Art, el Fax-Art, la música electroacústica, etc. Aquest número onze és el generador de les cèl·lules melòdiques, els ritmes i les formes amb què el compositor vertebra la peça.
Quant a Mondriana, op. 10 (1987), podem dir que es tracta de l'única peça del catàleg de César Cano escrita per a banda de música. Fou un encàrrec de la Conselleria de Cultura de la Generalitat Valenciana per a ser obra obligada en la Secció Juvenil del Certamen Internacional de Bandes «Ciutat de València» en 1988 i parteix de les propostes artístiques del pintor holandès Piet Mondrian (1872-1944), principal exponent del neoplasticisme. Influït per les seves idees estètiques, Cano proposa un mòdul estructurat rítmicament per la sèrie de Fibonacci, que consta d'una melodia multidimensional de timbres i mixtures, de manera que exposa un discurs rectilini i angulós pròxim a l'austeritat de la seva obra pictòrica. D'altra banda, l'afició de Mondrian a ballar en cabarets de jazz, i la seva famosa obra Broadway Boogie Woogie originaren els elements rítmics primaris i les melodies expressives, com a testimonis de l'emocionant contrast entre l'abstracció intel·lectual i la vivència immediata de la realitat.
Altrament, Cano compta amb moltes composicions en què el món de la literatura té ressonàncies. La primera obra que prendrem com a exemple d'aquesta relació en realitat no és una obra, sinó un cicle anomenat Glasperlenspielen, que integra tres composicions i que està inspirat en la novel·la del mateix nom (El joc de la granadura, en català) de Hermann Hesse. Les dues primeres peces del cicle són per a conjunt instrumental, la primera per a un grup reduït i la segona per a un grup més ampli, de quinze instrumentistes. Glasperlenspiel III, op. 66 (2007), està escrita per a orquestra simfònica, amb fustes a dos, quatre trompes, dues trompetes, dos trombons, quatre percussionistes, un piano i les cordes. Comparteix i elabora gran part del material musical de Glasperlenspiel II, op. 18, peça finalitzada l'agost de 1989 i estrenada aquell mateix any en el V Festival internacional de música contemporània d'Alacant. El mateix Cano ja parla de la novel·la de Hesse en relació amb la imatge de l'art occidental com a metàfora epistemològica i que connecta amb el seu concepte de «sincretisme orgànic»:
| «               | (…) el arte occidental, influido por la irremediable tendencia cognoscitiva y ordenadora del universo de sus creadores, se nos presenta como una metáfora epistemológica. Un símbolo literario de esta función metafórica del arte es el Glasperlenspiel (juego de los abalorios) de Hermann Hesse, tratado en su novela del mismo título publicada en 1943 y que dedicó misteriosamente "a los viajeros de Oriente". "El juego de abalorios –nos explica Hesse- es un juego con todos los contenidos y valores de nuestra cultura. Cabría reproducir en el juego todo el dintorno espiritual de mundo" (sic). | » |
| — Cano 1991, 42 | |   |

Altres obres en què Cano entrellaça música i literatura són: Letanías de Tlön, op. 7 (1986), per a soprano i conjunt instrumental, inspirada en el conte de Jorge Luis Borges «Tlön, Uqbar, Orbis Tertius»; Visión de Odette, op. 20 (1989), per a viola i piano, suggerida per la primera part de À la recherche du temps perdu, de Marcel Proust (1871-1922); Concierto para clarinete y orquesta, op. 41 (1998), una obra que desitja retre homenatge a Federico García Lorca (1898-1936), en tres moviments, l'últim dels quals conté una evocació del món del cante jondo; Apolo en Sodoma, op. 48 (2002), obra en què l'entorn metafòric remet a la mitologia i a passatges bíblics, a més de l'aparició de certes referències literàries. En aquesta composició per a clarinet en sib i electroacústica, Cano pretén mostrar el contrast dramàtic entre dues concepcions oposades: l'espiritualitat enfront del materialisme, l'art enfront del mer producte de consum. Ho aconsegueix sintetitzant, a través d'una visió surrealista, el pensament musical serial amb aspectes de la música comercial. Apol·lo és representat ací pel cant serial del clarinet, que contrasta amb l'ambient plural de Sodoma, metàfora d'un món materialista, frívol, consumista i lasciu. D'aquesta part, se n'encarrega l'electroacústica integrada per diversos elements que formen un collage sonor: cites bíbliques en llatí, textos en espanyol i anglès, referències a Kírilov, un personatge de Els dimonis de Dostoievski (1821-1881), orgasmes de dona, rugits de tigre, sons sintetitzats, samples diversos i altres.
Com a últim exemple d'obra en què Cano uneix música i literatura citarem Sobre los ángeles, op. 50 (2002). El mateix títol de la composició, així com els títols de cada moviment, remeten al poemari homònim de Rafael Alberti (1902-1999) i als poemes homònims que l'integren. No obstant això, i en paraules de César Cano:
| «              | (…) no es una obra descriptiva, no se ciñe al texto poético ni cada parte se refiere concretamente al poema que le da nombre. La organización formal se basa en la combinación y elaboración de distintas imágenes sonoras que evocaron la lectura del libro en su totalidad. Así, existen en los primeros movimientos premoniciones musicales de lo que más adelante sucederá plenamente en la obra. | » |
| — Cano 2004, 4 | |   |

El llenguatge de Sobre los ángeles és serial. Únicament tres sèries de dotze sons, tractades lliurement, generen tot el material melòdic i harmònic de l'obra. També destaca el màgic número 9, tres vegades tres, d'ancestrals i divines ressonàncies, com a element generador de cèl·lules rítmiques. L'escriptura orquestral combina els passatges compassejats amb els d'aleatorietat controlada, allò temperat amb allò microtonal, l'àmbit sonor discret amb el continu, en un intent d'evocar l'intens i líric surrealisme dels poemes d'Alberti.
Finalment, entre l'extens catàleg de Cano trobem una obra que traça un estret pont amb l'univers de la filosofia. Es tracta de Clinamen, op. 36, obra que es desenvolupa en un únic moviment. La partitura, creada en 1992 i revisada tres anys després, pren el títol del llibre de Lucreci De rerum natura, en què fa referència a la inclinació o desviació dels àtoms en el seu moviment, una cosa casual i imprevisible que, segons la filosofia epicúria, genera xocs que són els causants de la creació del món. Es considera, doncs, el clinamen, com la inclusió del concepte de llibertat creadora dins un cosmos regit pel «mecanicisme». D'aquí que la idea de la llibertat de l'home, la voluntat de ser individual en un entorn imposat, siga el motor d'aquesta composició. L'entorn, mecànic i implacable, ve representat en aquest caos per una pulsació rítmica regular i evident. La particular sintaxi harmònica de l'obra és resultat d'un procés orgànic a partir de les cinc sèries de dotze sons que originen tot el material. Generalment modulacions mètriques articulen aquesta obra amb vocació unitària.
Al marge d'aquestes obres que s'han posat com a exemple, convé indicar que aquesta relació de la música amb altres àmbits artístics no es deté aquí. També cal considerar la música que César Cano té escrita per a diverses manifestacions escèniques, així com la minuciosa selecció de textos en les seves obres per a cor o per a veu solista.
En definitiva, aquest compositor valencià teixeix uns fils d'unió entre la música i altres disciplines (no només artístiques) de vegades evidents i de vegades subtils, de vegades transparents i de vegades misteriosos. En últim terme es troba la concepció de l'ens artístic, de l'obra d'art, entesa com a totalitat, sense límits discrets ni fronteres que impedeixen el transvasament d'idees, nocions i fins i tot tècniques.

## Llistat cronològic d'obres
- MÍA, Op. 1 (1984). Coro mixto a cuatro voces
- APUNTES PARA NASTASSIA, Op. 2 (1985 / Revisión: 2006). Piano
- PENTAMETALIA, Op. 3 (1985 / Revisión: 2003). Quinteto de metales
- LOS PERPETUOS COMIENZOS (Cuarteto nº 1), Op. 4 (1985). Cuarteto de cuerda
- EL ESPEJO Y LA MÁSCARA, Op. 5 (1986). Orquesta Sinfónica
- JUGLERÍA, Op. 6 (1986). Flauta, Violín y Guitarra
- LETANÍAS DE TLÖN, Op. 7 (1986). Soprano, Flauta, Oboe, Clarinete, 1 Perc. Piano, Violín y Violonchelo
- LA NOCHE SANTA, Op. 8 (1986). Coro mixto a cuatro voces
- TRÍO PARA CLARINETE, TROMPA Y PIANO, Op. 9 (1987). Clarinete, Trompa Y Piano
- MONDRIANA, Op. 10 (1987 / Revisión: 2006). Banda Sinfónica
- ATRÁNIMA, Op. 11 (1987). Órgano
- PRÁCTICAS DE PASIÓN, Op. 12 (1987). Orquesta Sinfónica
- PAS DE DEUX, Op. 13 (1988). Dos Flautas
- TE DEUM, Op. 14 (1988) Soprano, Mezzo, Tenor, Barítono, 2 Coros mixtos y Orquesta Sinfónica
- SUEÑO OSCURO, Op. 15 (1989 / Revisión: 2003) Clarinete solo (también versión para Clarinete Bajo solo)
- FULCITE ME, Op. 16 (1989). Dos Sopranos y Órgano
- CIRCE SINIESTRA, Op. 17 (1989). Piano mano izquierda
- GLASPERLENSPIEL II, Op. 18 (1989) Conjunto instrumental (15 intérpretes)
- CANCIONES DE VIGILIA, Op. 19  (1989). Soprano y Piano
- VISIÓN DE ODETTE, Op. 20 (1989). Viola y Piano
- CUARTETO nº 2, Op. 21 (1990 / Revisión: 1994). Cuarteto de cuerda
- PANIS ET POENA, Op. 22  (1990) Coro mixto a doce voces
- JÁCARA nº 1, Op. 23 (1991). Piano
- MUDANZAS DE AMOR, Op. 24 (2005). Coro mixto a cuatro voces
- DA ROBUR, Op. 25 (1991). Doble Coro mixto a cuatro voces
- JÁCARA nº 2, Op. 26 (1991). Piano
- SILBO ENGARZADO, Op. 27 (1992). Flauta y Piano
- GRIS, Op. 28 (1992). Música Electroacústica
- CONCIERTO PARA PIANO Y ORQUESTA, Op. 29 (1992). Piano solista y Orquesta Sinfónica
- WOODEN BREATH, Op. 30 (1994). Clarinete Bajo y Percusión (1 intérprete) (También versión para Saxo Tenor y Percusión)
- VIGILIAS, Op. 31 (1994). Clarinete y Piano
- TRIBAL, Op. 32 (1994). Flauta y Percusión (4 ejecutantes) (También versión para Clarinete y Percusión)
- ¿CÓMO NO VENIS?, Op. 33 (1994). Voz y Guitarra
- AZÁNDAR, Op. 34 (1994). Guitarra
- JÁCARA nº 3, Op. 35 (1995). Piano
- CLINAMEN, Op. 36 (1995). Orquesta Sinfónica
- LIRAS Y ENDECHA, Op. 37 (1996). Soprano y Guitarra
- SPECULUM IN AENIGMATE, Op. 38 (1997). Coro mixto a cuatro voces
- QUEDITO, Op. 39 (1997). Coro mixto a cuatro voces
- SUITE DEL AGUA, Op. 40 (1998). Soprano y Guitarra
- CONCIERTO PARA CLARINETE Y ORQUESTA, Op. 41 (1998). Clarinete solista y Orquesta Sinfónica
- RIMAS DE AMOR Y MUERTE, Op. 42 (1999). Coro mixto a cuatro voces
- ÁMBITO DEL METAL, Op. 43 (2000). Conjunto de metales (4.4.3.1) y 3 percusionistas
- PRESAGIOS Y AZAR, Op. 44 (2000). Flauta, Viola y Arpa
- BERCEUSE AL ESPEJO DORMIDO, Op. 45 (2000). Coro mixto a cuatro voces
- ESCORZO GRAVE, Op. 46 (2001). Contrabajo y Piano
- PREGÚNTALE AL ESPEJO, Op. 47 (2001). Coro mixto a cuatro voces
- APOLO EN SODOMA, Op. 48 (2002). Clarinete en Sib y Electroacústica
- VESTIGIOS, Op. 49 (2002). Orquesta de cámara y Electroacústica
- SOBRE LOS ÁNGELES, Op. 50 (2002). Orquesta Sinfónica
- PERFIL DE ADELA, Op. 51 (2002). Guitarra
- PERFIL DEL MOMENTO, Op. 52 (2003). Flauta
- DESEO, Op. 53 (2003). Coro mixto a cuatro voces
- PERFIL DE MARZO, Op. 54 (2004). Piano
- LE TOMBEAU DE BERIO, Op. 55 (2004). Piano
- PERFIL DEL AUGURIO, Op. 56 (2004). Trompa en Fa
- EVOLUCIÓN, Op. 57 (2004). Coro mixto a cuatro voces
- GALÁN ABRIL, Op. 58 (2004). Coro a tres voces blancas
- WIND QUINTET, Op. 59 (2004). Flauta, Oboe, Clarinete, Trompa y Fagot
- BRASS QUINTET, Op. 60 (2005). Quinteto de metales (1.2.1.1)
- VIVIR EN LA LUZ, Op. 61 (2005). Clarinete, Piano y Electroacústica
- OFRENDA (Homenaje a Isaac Albéniz), Op. 62 (2005). Piano
- EL LIBRO DE ARTEMIDORO, Op. 63 (2006). Guitarra
- EL GRAN VIAJE, Op. 64 (2006). Coro mixto a ocho voces
- SEXTET, Op. 65 (2006). Flauta, Oboe, Clarinete, Trompa, Fagot y Piano
- GLASPERLENSPIEL III, Op. 66 (2007). Orquesta Sinfónica (
- ANCESTRY, Op. 67 (2007). Cuarteto de Percusión (4 ejecutantes)
- SOLEDAD FLORIDA, Op. 68 (2007). Coro mixto a ocho voces
- PRELUDI FESTIU PER A UN AUDITORI, Op. 69 (2007). Orquesta Sinfónica
- LE JOCKEY PERDU, Op. 70 (2008). Violin y Piano
- TIEMPO, Op. 71 (2009). Coro mixto a cuatro voces
- TEORÍA DEL CIELO, Op. 72 (2009). Soprano y Orquesta Sinfónica
- CONCIERTO PARA ORQUESTA, Op. 73 (2010). Orquesta Sinfónica
- CLARINET QUINTET, Op. 74 (2011). Clarinete en Sib y Cuarteto de cuerda
- PERFIL DEL SORTILEGIO, Op. 75 (2011). Violin solo
- EL AIRE MIS QUEJAS LLEVA, Op. 76 (2012). Coro masculino a tres voces
- JÁCARA nº 4, Op. 78 (2012). Piano
- EL CUADERNO DE GABRIEL, Op. 79 (2013). Piano
- VIDI CÆLUM NOVUM, Op. 80 (2019). Coro mixto a ocho voces
- LUNAS DE KLEE, Op. 81 (2014). Conjunto Instrumental (10 intérpretes)
- TRES SONETOS DE LOPE, Op. 82 (2014). Soprano y Piano
- GLASPERLENSPIEL I, Op. 83 (2015). Flauta, Clarinete (Cl. Bajo), Violín, Violonchelo y Piano
- FANFARRIA ACADÉMICA, Op. 84 (2015). Quinteto de metales (1.2.1.1)
- ECOS DEL QUIJOTE, Op. 85 (2016). Piano
- PERFIL DEL ÁNIMA, Op. 86 (2016). Violonchelo solo
- ÍCARO ENAMORADO, Op. 87 (2017). Voz y Piano
- REFLEJOS DE LA RAZÓN OSCURA, Op. 88 (2018). Piano
- PLANTO POR GASPAR, Op. 89 (2018). Oboe y orquesta de cuerda
- ¿SI ME ANEGARÉ?, Op. 90 (2017). Coro a cuatro voces masculinas
- AL SOL QUE OS MIRA, Op. 91 (2018). Coro a cuatro voces femeninas
- CONCIERTO PARA FLAUTA Y ORQUESTA, Op. 92 (2018). Flauta solista y Orquesta Sinfónica
- TIENTOS DE LA TROMPA ALADA, Op. 93 (2019). Trompa en Fa y Piano
- NANA PARA TABARÉ, Op. 94 (2019). Coro mixto a cuatro voces
- POEMA PARA UN NUEVO AÑO, Op. 95 (2020). Coro mixto a cuatro voces